# Teix del Torrent de l'Orri
El teix del Torrent de l'Orri (Taxus baccata) és un arbre que es troba al municipi de Sales de Llierca (la Garrotxa), el qual fou declarat Arbre Monumental per la Generalitat de Catalunya l'any 2000.

## Dades descriptives
- Perímetre del tronc a 1,30 m: 4,59 m.
- Perímetre de la base del tronc: 6,09 m.[1]
- Alçada: 12 m.
- Amplada de la capçada: 16,60 m.
- Altitud sobre el nivell del mar: 808 m.

## Entorn
Es troba en un bosc espès on predomina el rajolet i el roure pènol, acompanyat de conjunts de blada i de teixeda. Hi ha abundància d'orella d'os, arrapada a les roques calcàries del torrent. El sotabosc de boix és ric en molses i herba fetgera. Hi abunda el tortellatge i el lloreret. Quant a fauna, s'hi pot observar la mallerenga carbonera i restes de l'activitat de la guineu i el teixó.

## Aspecte general
Encara que hom creu que pot arribar a tindre uns 1.000 anys, el seu aspecte és força bo, i no sembla pas afeblit, però té un roure tombat a sobre que li ha malmès l'ull de creixement i alguna branca secundària. Com succeeix a gairebé tots els teixos del torrent, té un atac d'algun insecte que li ataca les fulles i li produeix una malformació, la qual no sembla greu. Té alguna branca seca a la part inferior de la capçada, però es tracta de branques de dimensions molt minses i poc importants. El brancatge principal en general està en un bon estat i no hi ha indicis de sequera foliar. És singular per la gruixària del tronc, així com pel port i la ubicació, i, de manera destacable, per la naturalesa de bosc tancat i inhòspit de l'hàbitat que l'aixopluga.

## Curiositats
A uns 60 metres a l'est d'aquest teix n'hi creix un altre (segurament, fill d'aquest), de dimensions força interessants i d'una estètica molt ufanosa. Té un aspecte fitosanitari molt bo i fa 2,18 m de perímetre a 1,30 m d'alçada de tronc. El teix del Torrent de l'Orri i d'altres de més petits donen nom a l'indret on es troben: "Sot dels Teixos".

## Accés
Des de Tortellà (GIV-5232 i després GIV-5231), cal agafar el camí que duu a la masia de l'Orri. Passa per la parròquia de Sant Andreu de Gitarriu i, de retorn, per Sadernes, i finalment acaba a Montagut i Oix. A uns 350 m abans d'arribar a la masia de l'Orri, a mà esquerra, hi ha un camí de ròssec o vella passera de troncs de pi, que, si és seguit uns 10-15 minuts, s'enfila fins al mateix torrent de l'Orri i davant del majestuós teix, el qual trobem un cop travessem el torrent. GPS 31T 0470420 4681079.